# Kathinka Lannoy
Kathinka Johanna Lannoy (Amsterdam, 14 april 1917 – Alkmaar, 29 oktober 1996) was een Nederlands schrijfster. Ze schreef streekromans en kinderboeken maar waagde zich ook wel aan griezel- en sciencefictionverhalen. Ze schreef haar werk achter de typemachine, waarbij het gehele verhaal al in haar hoofd zat, alleen de details moesten nog uitgewerkt worden. Ze sprak niet van "fiction" want in haar belevingswereld had het of al plaatsgevonden of had ze het zelfs al meegemaakt. In 1974 werd haar verhaal SOS geplaatst in de Duitse verzamelbundel Die Kogge. Haar laatste levensjaren bracht ze door in Egmond aan Zee. Ze schreef in 1975 een open brief aan de raadsleden van Egmond om vooral de openbare bibliotheek open te houden.
Naast schrijven vond ze nog tijd om pianolerares te zijn. Hendrik C. van Oort droeg zijn Ons Meiske voor zangstem/piano aan haar op. Ze schreef ook mee aan de hoorspelen Klok sloeg twee maal (1948), De ring (1952) en Sèvres-tantetje (een herhaling werd in 1954 uitgezonden). Ze schreef in 1977 een jubileumlied ter viering van 1000 jaar Egmond aan Zee.